# Rücküberweisung (Migranten)
Als Rücküberweisung wird in der Wirtschaft und Wirtschaftsstatistik die Auslandsüberweisung von Ausländern an Verwandte oder sonstige Zahlungsempfänger in ihre Herkunftsländer bezeichnet.

## Allgemeines
Weitere Synonyme sind Heimatüberweisungen, Remittances, Rimessen oder Transferzahlungen. Im angelsächsischen Sprachraum hat sich die „Remittance“ herauskristallisiert, in der Schweiz die „Rimesse“. Diese war früher ein in Zahlung gegebener Wechsel. Das Wort „Rücküberweisung“ ist insofern missverständlich, als zuvor nichts nach Deutschland überwiesen wurde, was zurück überwiesen werden könnte. Die Weltbank fasst unter Remittances die Arbeitseinkommen von temporären ausländischen Arbeitskräften (Saisonarbeit; unter 12 Monate im Land), Rücküberweisungen von Arbeitsmigranten (länger als 12 Monate im Land) sowie Vermögensübertragungen zusammen.

## Arten

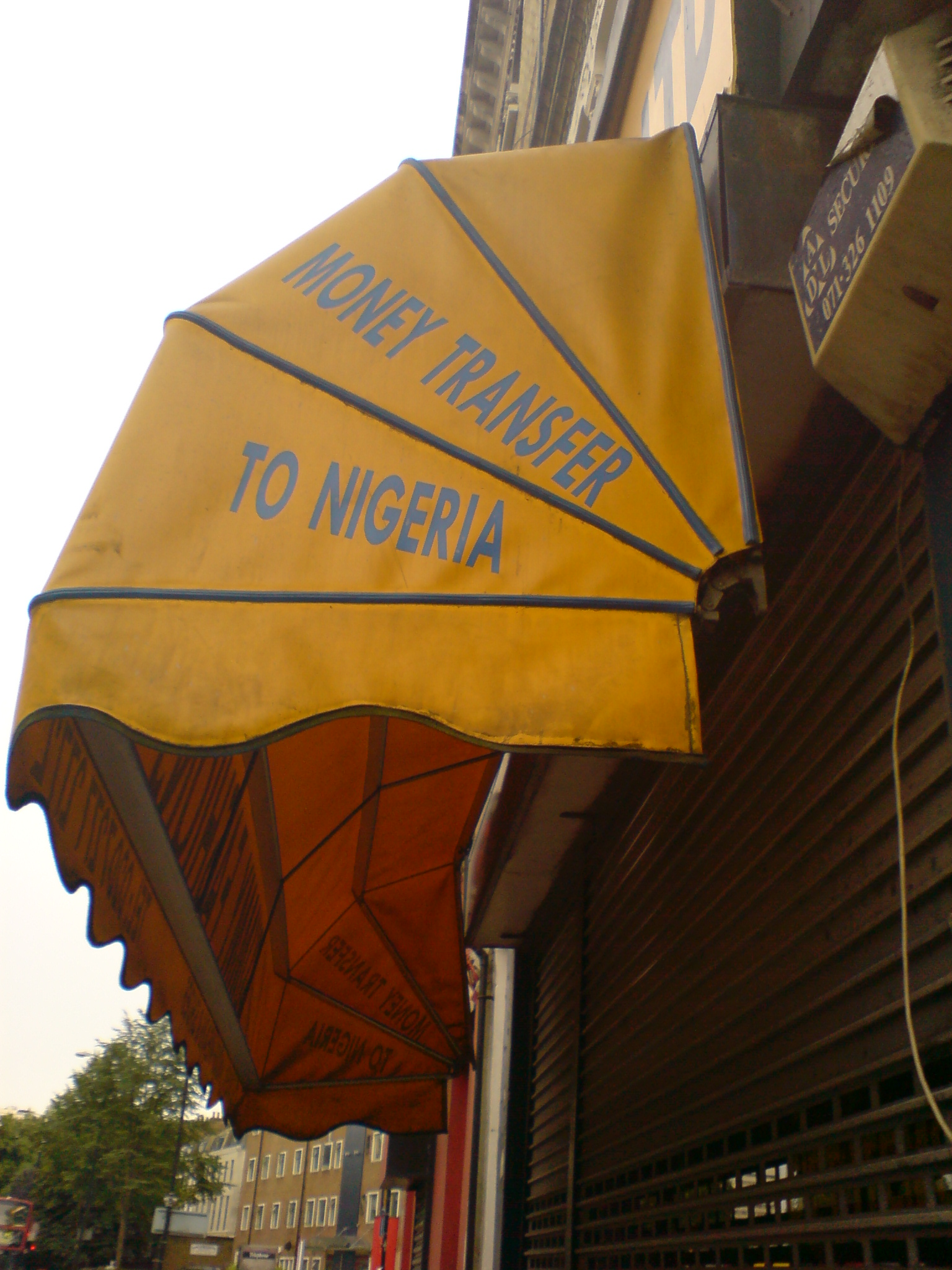
Informeller Transfer: Transfershop für Nigeria in London (2022)

Unterschieden wird zwischen formellen und informellen Transfers:
- Formelle Transfers: Die Migranten nutzen für ihre Auslandsüberweisungen Kreditinstitute, Finanzdienstleister oder Zahlungsinstitute (wie Western Union, MoneyGram), die einer Bankenaufsicht unterliegen.
- Informelle Transfers: Die Ausländer nehmen Bargeld bei ihrer Heimreise mit oder nutzen illegale Zahlungssysteme wie Hawala, die zur Schattenwirtschaft gehören.

Beide Arten erschweren eine vollständige statistische Erfassung. Während formelle Transfers meist die Meldegrenze von 12.500 Euro pro Zahlung (§ 67 Abs. 2 AWV; Smurfing möglich) unterschreiten, werden illegale Hawala-Systeme (Schattenwirtschaft) überhaupt nicht erfasst.
Auch die schenkungsweise in die Heimatländer übertragenen Güter gehören wirtschaftlich zu diesen Transfers.

## Statistik
Die Deutsche Bundesbank schätzte für das Jahr 2023 die Rücküberweisungen auf rund 6,8 Mrd. Euro. Diese verteilten sich insbesondere auf folgende Empfängerländer:
| Empfängerland | Rücküberweisungen in Mill. Euro |
| ------------- | ------------------------------- |
| Türkei        | 843                             |
| Rumänien      | 604                             |
| Polen         | 534                             |
| Ukraine       | 451                             |
| Italien       | 389                             |
| Syrien        | 360                             |
| Kroatien      | 275                             |
| Serbien       | 255                             |
| Bulgarien     | 253                             |
| Griechenland  | 213                             |
| Afghanistan   | 139                             |
| Irak          | 109                             |

Von den Zahlungen flossen rund 75 % in europäische Empfängerländer.
Berechnungen der Weltbank zufolge überwiesen Migranten 2012 weltweit 529 Milliarden US-Dollar in ihre jeweiligen Heimatländer. Dies ist mehr als doppelt so viel wie noch im Jahr 2000 und mehr als doppelt so viel wie weltweit an Entwicklungshilfe überwiesen wird. Alleine nach Indien und China flossen 2012 je über 60 Milliarden Dollar. Die tatsächliche Summe dürfte noch um einiges höher sein. Experten der Weltbank schätzen, dass auf informellen Wegen – z. B. über Busfahrer, reisende Familienmitglieder oder über das Hawala-Überweisungssystem – weitere 250 Milliarden Dollar in der alten Heimat ankommen.
Gemessen an der Höhe der Gesamtüberweisungen (in absoluten Zahlen) nahmen unter den Staaten, aus denen Rücküberweisungen in ein Heimatland getätigt wurden, in den Jahren 2000, 2005, 2010 und 2015 stets die Vereinigten Staaten den ersten Platz und – mit deutlichem Abstand – Saudi-Arabien den zweiten Platz ein. Unter den Staaten, in die Rücküberweisungen getätigt wurden, nahm im Jahr 2000 Indien den ersten Platz ein, gefolgt von Frankreich; im Jahr 2005 war es China, gefolgt von Mexiko und eng gefolgt von Indien; in den Jahren 2010 und 2015 nahmen – in annähernd gleicher Höhe und mit deutlichem Abstand zu anderen Ländern – jeweils Indien gefolgt von China die ersten zwei Plätze ein.
Remittances werden international unterschiedlich abgegrenzt; so weist der Internationale Währungsfonds in der Zahlungsbilanzstatistik unter Berücksichtigung von „Compensation of Employees“ eine höhere Summe aus. In einer engen Abgrenzung, die nur Erwerbseinkommen aus unselbständiger Arbeit erfasst, wurden in der deutschen Zahlungsbilanzstatistik für das Jahr 2004 gut 6 Mrd. Euro ausgewiesen.

## Einschränkungen
Die Erwartung, dass nach der Migration Überweisungen in die Heimat getätigt werden, dürfte eine der treibenden Kräfte internationaler Migrationsströme sein. Rücküberweisungen sollen deshalb in Deutschland durch Einführung der Bezahlkarte für Asylbewerber nicht mehr möglich sein. Im November 2023 einigten sich die Bundesländer, dass Asylbewerber künftig einen Teil der staatlichen Leistungen als Guthaben erhalten und nicht mehr als Bargeld. Auf eine Bankkarte – die für jede Überweisung und insbesondere Auslandsüberweisung gesperrt ist – werden die Leistungen aus dem Asylbewerberleistungsgesetz als Guthaben überwiesen, so dass lediglich das Taschengeld noch als Bargeld verfügbar ist. Mit der Bankkarte kann der inländische Konsum bargeldlos bezahlt werden. 
Rücküberweisungen in die Heimat hängen auch von finanzpolitischen Regelungen ab. Dem Politologen Patrick Weil zufolge wurde in der zweiten Hälfte des 20. Jahrhunderts eine Zuwanderung nach Frankreich, die zu jener Zeit aus wirtschaftlichen und bevölkerungspolitischen Gründen dringend nötig gewesen wäre, dadurch verhindert, dass Wohnraum auf dem französischen Wohnungsmarkt knapp war und der Devisentransfer eingeschränkt worden war. Diese Einschränkung des Devisentransfers, welche Rücküberweisungen reduzierte, war laut Pierre Guillen vom Finanzministerium gegen den Willen des Arbeits- und des Außenministeriums verfügt worden.
Kritiker bemängeln, dass über dieselben Dienste wie Western Union oder Moneygram, die Migranten für Überweisungen nutzen, auch Terroristen Geldüberweisungen tätigen, so auch Überweisungen in die USA.

## Wirtschaftliche Aspekte
Nach Schätzungen der Weltbank wurden 2006 etwa 200 Mrd. US-Dollar auf formellen und informellen Wegen in Entwicklungsländer transferiert. Zuzüglich der nicht registrierten Transfers würde sich das Doppelte ergeben. Damit ist das Volumen wesentlich größer als die offizielle Entwicklungshilfe und nimmt in den Heimatländern meist die zweite Stelle nach Direktinvestitionen ein.
Rücküberweisungen schwächen jedoch die Volkswirtschaft im Empfängerland, weil sie die Importe verbilligen und deshalb die Exporteure an Wettbewerbsfähigkeit verlieren. Wer im Empfängerland keine Rücküberweisungen erhält, wird die dortige Inflation stärker spüren. Rücküberweisungen werden in den Herkunftsländern von den Zahlungsempfängern überwiegend konsumtiv verwendet (Kauf von Lebensmitteln, Möbeln) und weniger investiv (Schuldgeld für Bildung der Kinder, Hausbau) und lindern damit die Armut.
Bei formellen Transfers gibt es hohe Transaktionskosten (bis zu 17 % des Transferbetrages). Transferzahlungen erreichen in den Heimatländern einen relativ hohen Anteil am Volkseinkommen: in Albanien 13,5 %, Nepal 13,4 %, Serbien 12 %, Vietnam 10 %, Marokko 9 % oder in Sri Lanka 7,2 %.
Erste wissenschaftliche Aussagen zu den Migrationsmotiven begegnet man in Ernst Ravensteins 6. Migrations-Gesetz aus 1889, wonach Individuen auswandern, um ihre eigene Situation zu verbessern. Ravenstein gilt als einer der Begründer einer systematischen Migrationsforschung. Die Motive von in Deutschland lebenden Ausländern, Geld in ihr Heimatland zu überweisen, wurden bislang nicht intensiv untersucht. Eine Studie auf Basis der Daten des Sozio-ökonomischen Panels (SOEP) zeigt, dass die Höhe der Remittances von persönlichen Merkmalen abhängt etwa vom Lebensalter, der Ausbildung, dem Familienstand oder dem Erwerbsstatus. Eine starke eigene Verortung in Deutschland führt zu geringeren Zahlungen ins Heimatland. Das Haushaltseinkommen kann nur bedingt die Höhe der Remittances erklären. Nur Personen aus relativ einkommensstarken Haushalten überweisen statistisch signifikant mehr als die der niedrigsten Haushaltseinkommensgruppe. Unter Berücksichtigung verschiedener persönlicher Merkmale tätigten Migranten aus den Nachfolgestaaten Jugoslawiens besonders hohe Überweisungen ins Heimatland. Zukünftig wird es darum gehen, die Rolle der Remittances zur Sicherung des ökonomischen Aufholprozesses in den Heimatländern der Migranten zu stärken. Damit könnten auch die positiven Aspekte der voranschreitenden Globalisierung für diese Länder an Bedeutung gewinnen. 
Remittances werden in der Übertragungsbilanz erfasst. Steht dieser kein gleichhoher Betrag von Zahlungen Deutscher aus dem Ausland gegenüber, entsteht ein negativer Saldo. Dieser wirkt wie ein Import, der die Zahlungsbilanzüberschüsse verringert oder bestehende Zahlungsbilanzdefizite vergrößert. Umgekehrt verhält es sich in den Herkunftsländern der Ausländer, wo sie wie Exporte wirken, Handelsbilanzüberschüsse erhöhen oder Handelsbilanzdefizite verringern und eine positive Auswirkung auf Konsum und Investition haben können. Negative Effekte gibt es hinsichtlich Arbeitswilligkeit, Bildung und Wirtschaftswachstum.
Die Bedeutung der Überweisungen der Migranten für eine Volkswirtschaft lässt sich auch am Verhältnis zu den Exporten zeigen; hier wird ebenfalls die große Bedeutung der Remittances für Bosnien und Herzegowina deutlich. Es ist davon auszugehen, dass die offizielle Statistik diese grenzüberschreitenden Zahlungen eher unterschätzt. 